# めだかの兄妹
「めだかの兄妹」（めだかのきょうだい）は、わらべ（高部知子・倉沢淳美・高橋真美）の1枚目のシングル。1982年12月21日にフォーライフ・レコードから発売された。ちなみに「めだかの兄弟」は誤記である。

## 概要
1982年10月13日にテレビ朝日系列『欽ちゃんのどこまでやるの!』のエンディングにて本曲が歌われた。たちまち子供たちの間で流行しはじめ、幼稚園関係者から楽譜を求める問い合わせが殺到する。当初レコードは1983年1月発売予定だったが、反響の大きさから前倒しされ、1982年12月21日に発売された。その後この曲の人気はサラリーマンにまで広まった。
レコード売上は3か月で70万枚を突破した。累計で公称では100万枚を超える大ヒットになった。オリコン集計では約88.5万枚を売り上げ、次作「もしも明日が…。」に次ぐヒットとなった。
本曲は『欽ちゃんのどこまでやるの!』主演の萩本欽一が親交のある三木たかしに「最近、兄妹をテーマにしたほのぼのとした歌が全くないので、そんな歌を作ってほしい」と頼んだことがきっかけで制作された。編曲を担当した坂本龍一は1週間苦しんだという。メロディはワルツで、童謡とポップス調の親しみやすい内容であり、「新童謡」と呼ばれた。

## 収録曲
両曲とも、作詞：荒木とよひさ　作曲：三木たかし　編曲：坂本龍一
1. めだかの兄妹　-（3:19）
  - テレビ朝日系『欽ちゃんのどこまでやるの!』挿入歌
2. 春風の郵便屋さん　-（4:10）

## 物品税にまつわるエピソード
本曲は当初、『新しい時代の童謡』というコンセプトで制作された。発売当時は物品税があり（消費税導入時に廃止）、レコードは『生活必需品ではない』という考えから物品税の課税対象とされていたが、童謡は非課税扱いであった。
本作を発売したフォーライフ・レコードは当初「A面曲・B面曲共に童謡である」と判断し、物品税を申告しなかったが大ヒットしたため、童謡（非課税）か歌謡曲（流行歌）（課税）かで争いとなった。国税庁はA面曲の「めだかの兄妹」は「童謡とも流行歌ともはっきりしない」「童謡的流行歌」と判定。一方でB面曲の「春風の郵便屋さん」は流行歌（歌謡曲）と判定し、その上でB面曲のほうが録音時間が長いという理由で、課税対象とした。フォーライフは東京国税局と交渉したが、結局フォーライフ側が折れる形で国税庁の判断を受け入れ、1983年6月10日までに1983年3月末までの売上50万枚分の物品税3000万円を改めて払うことで決着した。一方で、本曲を収録した10曲録音のカセットテープ『のぞみ・かなえ・たまえ めだかの兄妹』は非課税となった。
作曲家の中田喜直は国税庁の主張に反論し、童謡か否かは歌詞で判断すべきであり、歌詞からみれば「めだかの兄妹」は明らかに童謡であるとした。

## カバー
- しゅうさえこ - 1983年。アルバム『さっこおねえさんといっしょ』に収録。
- 石井由美、大園智英子、高羽千尋、コロムビアゆりかご会 - 日本コロムビア版カバー音源（編曲：たかしまあきひこ）。1983年発売のコンパクト盤「運動会用レコード めだかの兄妹/ゆかいな仲間/世界を花でかざりましょう/ラッパを吹いて」（規格品番：EE-3062）A面1曲目に収録。また、1983年発売のLP『創立50周年記念 うたえ!ゆりかご会』、2001年発売『おやこでうたおう!こどものうたスーパーヒット』など、複数の子供向け楽曲のコンピレーション・アルバムに収録されている。
- たいむりい - ポニー、キャニオン・レコード版カバー音源。1983年発売のLP・カセットテープ『こどもテレビのうた ベストアルバム めだかの兄妹〜およげ!たいやきくん』収録。
- マーチングフェローズオーケストラ - インストゥルメンタル。ビクター音楽産業からシングルレコード「めだかの兄妹／マーチングマーチ」（SK-2013）として発売。
- ドリーミング（コーラス：森の木児童合唱団） - 1991年。アルバム『アンパンマンがえらんだこどものうた 〜いちねんせいになったら』などに収録。
- 羽生未来 - 2003年。『けんたろうとミクのワイワイキッズ ワイワイキッズ♪最新ベストソング おきにいり』に収録。
- さくら学院帰宅部sleepiece - 2011年。アルバム『さくら学院 2010年度 〜message〜』に収録。

## キャラクター商品
「めだかの兄妹」のイメージに合わせたアニメーションによるミュージック・ビデオが制作され、『欽ちゃんのどこまでやるの!』などで放送されていた。このアニメキャラクターは13社が商品化権を取得し、バンダイはぬいぐるみを、大松工業はサンダルを販売した。アニメキャラクターの著作権はテレビ朝日ミュージックが保有している。

## 絵本
- 『講談社のこどもテレビブック(47) めだかのきょうだい うたのえほん』
企画：テレビ朝日ミュージック、原画：南家こうじ、制作：スタジオぴえろ。講談社、1983年、ISBN 4-06-108567-0。

## チョコ菓子
- 「ロッテチョコスナック めだかの兄妹」
ロッテから発売。メダカ状のクッキーにチョココーティングした。テレビCMは先述のアニメを使用した。